# Rally Sierra Morena de 2015
El Rally Sierra Morena de 2015, oficialmente 33.eɽ Rallye Sierra Morena, fue la treinta y tres edición y la tercera ronda de la temporada 2015 del Campeonato de España de Rally. Se celebró entre el 8 y el 9 de mayo y contó con ocho tramos cronometrados que sumaban 154,22 km cronometrados.

## Itinerario
| Día   | Tramo | Nombre       | Distancia | Hora  | Ganador             | Tiempo  | Líder               |
| Día 1 |       |              |           |       |                     |         |                     |
| ----- | ----- | ------------ | --------- | ----- | ------------------- | ------- | ------------------- |
| Día 1 | TC1   | Córdoba      | 17.40 km  | 08:17 | Miguel Ángel Fuster | 10:10.9 | Miguel Ángel Fuster |
| Día 1 | TC2   | Los Arenales | 23.19 km  | 09:07 | Iván Ares           | 14:29.2 | Miguel Ángel Fuster |
| Día 1 | TC3   | Córdoba      | 17.40 km  | 11:34 | Miguel Ángel Fuster | 10:12.9 | Miguel Ángel Fuster |
| Día 1 | TC4   | Los Arenales | 23.19 km  | 12:24 | Miguel Ángel Fuster | 14:30.4 | Miguel Ángel Fuster |
| Día 1 | TC5   | Cerrotrigo   | 16.70 km  | 16:02 | Miguel Ángel Fuster | 11:09.1 | Miguel Ángel Fuster |
| Día 1 | TC6   | Posadas      | 19.82 km  | 16:35 | Miguel Ángel Fuster | 11:45.8 | Miguel Ángel Fuster |
| Día 1 | TC7   | Cerrotrigo   | 16.70 km  | 18:54 | Miguel Ángel Fuster | 11:09.3 | Miguel Ángel Fuster |
| Día 1 | TC8   | Posadas      | 19.82 km  | 19:27 | Sergio Vallejo      | 11:39.3 | Miguel Ángel Fuster |

## Clasificación final
| Pos. | Piloto                   | Copiloto                  | Automóvil               | Tiempo    | Diferencia |
| ---- | ------------------------ | ------------------------- | ----------------------- | --------- | ---------- |
| 1.   | Miguel Ángel Fuster      | Ignacio Aviñó             | Porsche 997 GT3 RS 3.8  | 1:35:15.4 | 0.0        |
| 2.   | Iván Ares                | Álvaro Bañobre            | Porsche 997 GT3 RS 3.6  | 1:35:41.9 | +26.5      |
| 3.   | Sergio Vallejo           | Diego Vallejo             | Porsche 997 GT3 RS 3.8  | 1:35:48.9 | +33.5      |
| 4.   | Pedro Burgo              | Marcos Burgo              | Porsche 997 GT3 RS 3.8  | 1:36:31.9 | +1:16.5    |
| 5.   | Cristian García Martínez | Rebeca Liso               | Mitsubishi Lancer Evo X | 1:38:32.2 | +3:16.8    |
| 6.   | Daniel Marbán            | Víctor M. Ferrero         | Lotus Exige Cup 260     | 1:40:54.0 | +5:38.6    |
| 7.   | José Antonio Aznar       | José Crisanto Galán       | Porsche 997 GT3 RS 3.6  | 1:40:56.4 | +5:41.0    |
| 8.   | Alberto Hevia            | Jordi Mercader            | Suzuki Swift S1600      | 1:41:44.2 | +6:28.8    |
| 9.   | Pedro Cordero            | Francisco Cruz Palenzuela | Porsche 997 GT3 RS 3.6  | 1:42:16.3 | +7:00.9    |
| 10.  | Víctor Senra             | David Vázquez             | Peugeot 208 R2          | 1:42:19.1 | +7:03.7    |